# サンタ・マリア・デッレ・グラツィエ教会 (ミラノ)

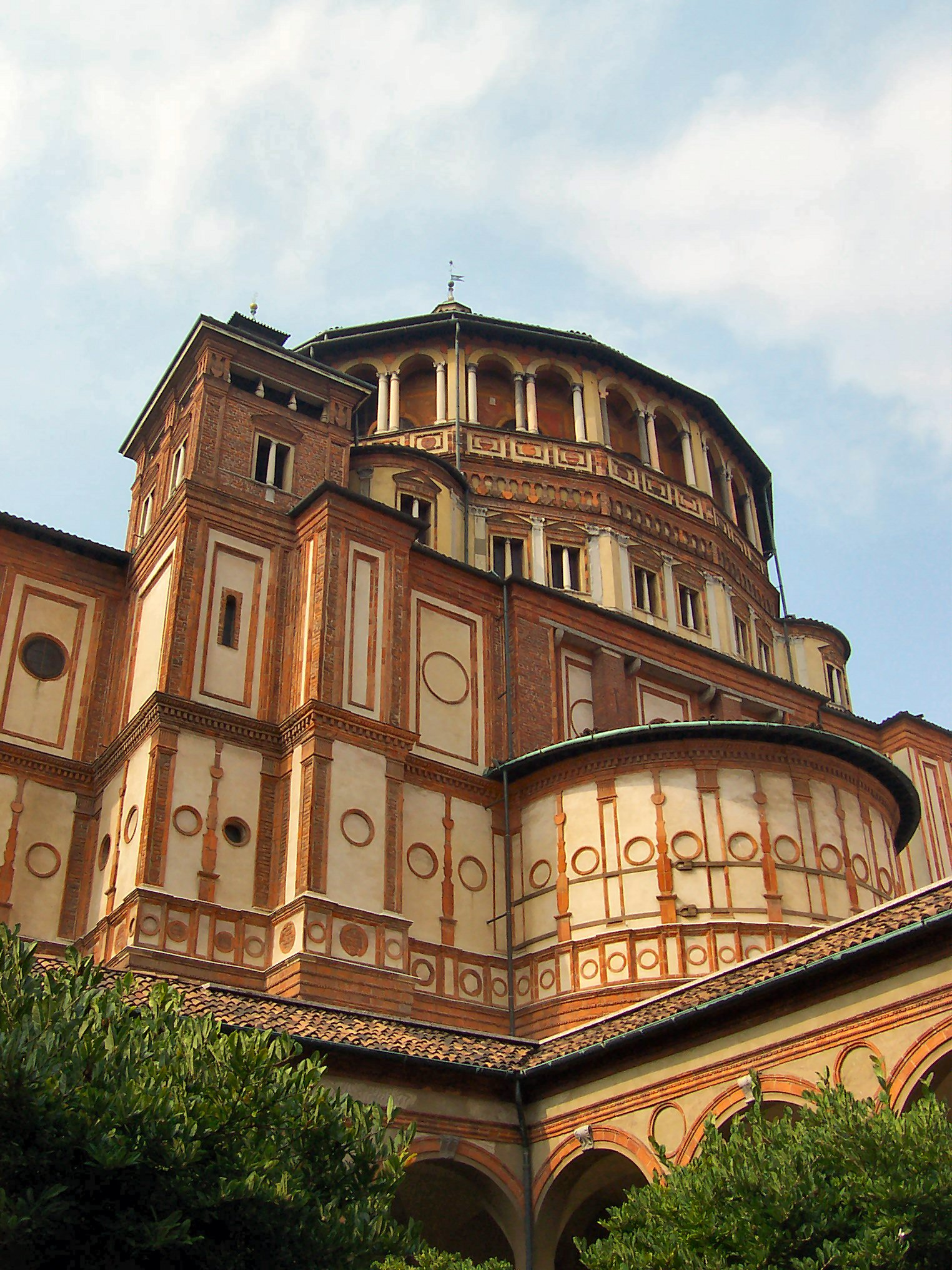
サンタ・マリア・デッレ・グラツィエ教会のアプス

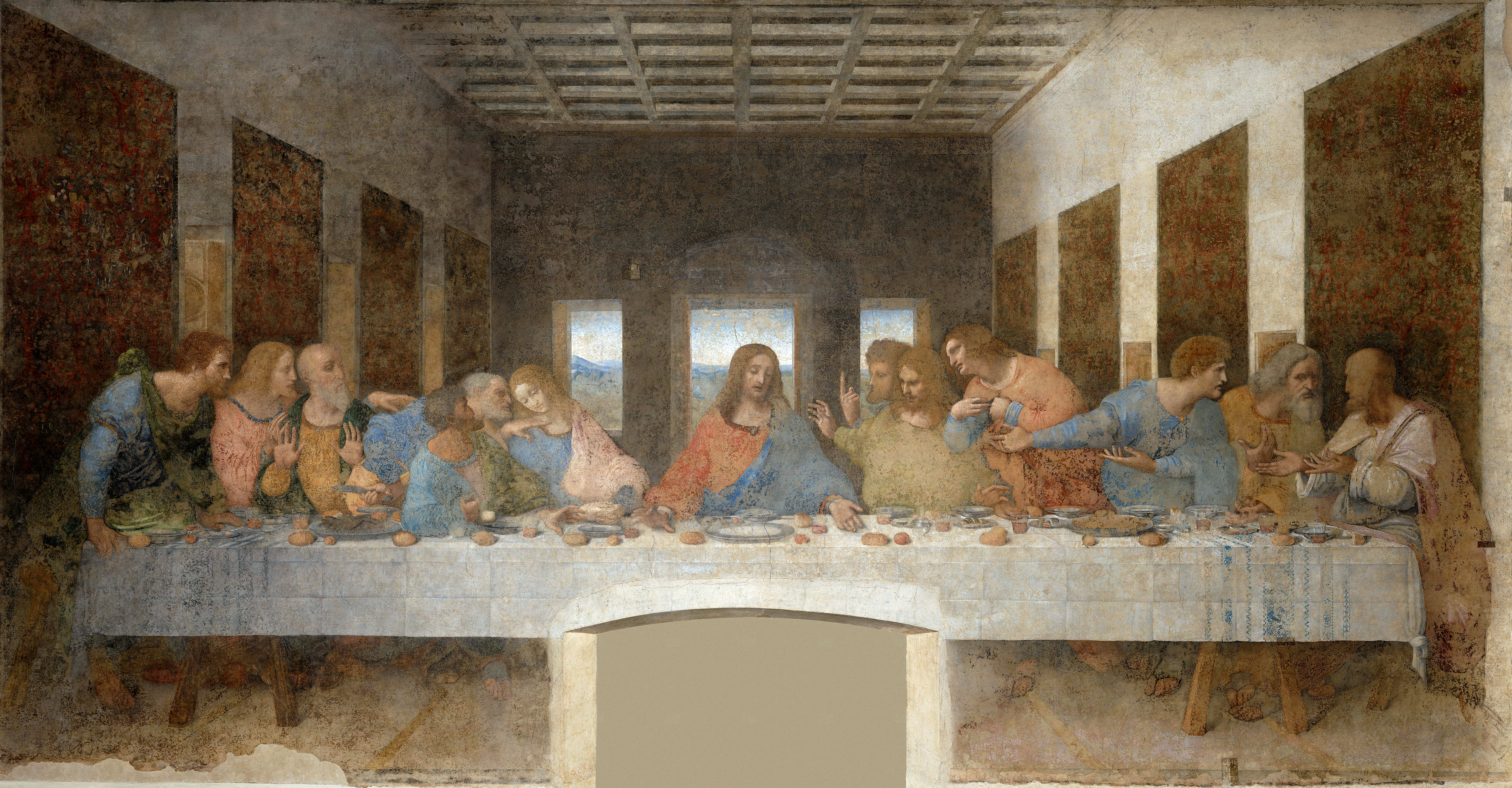
レオナルド・ダ・ヴィンチ画『最後の晩餐』

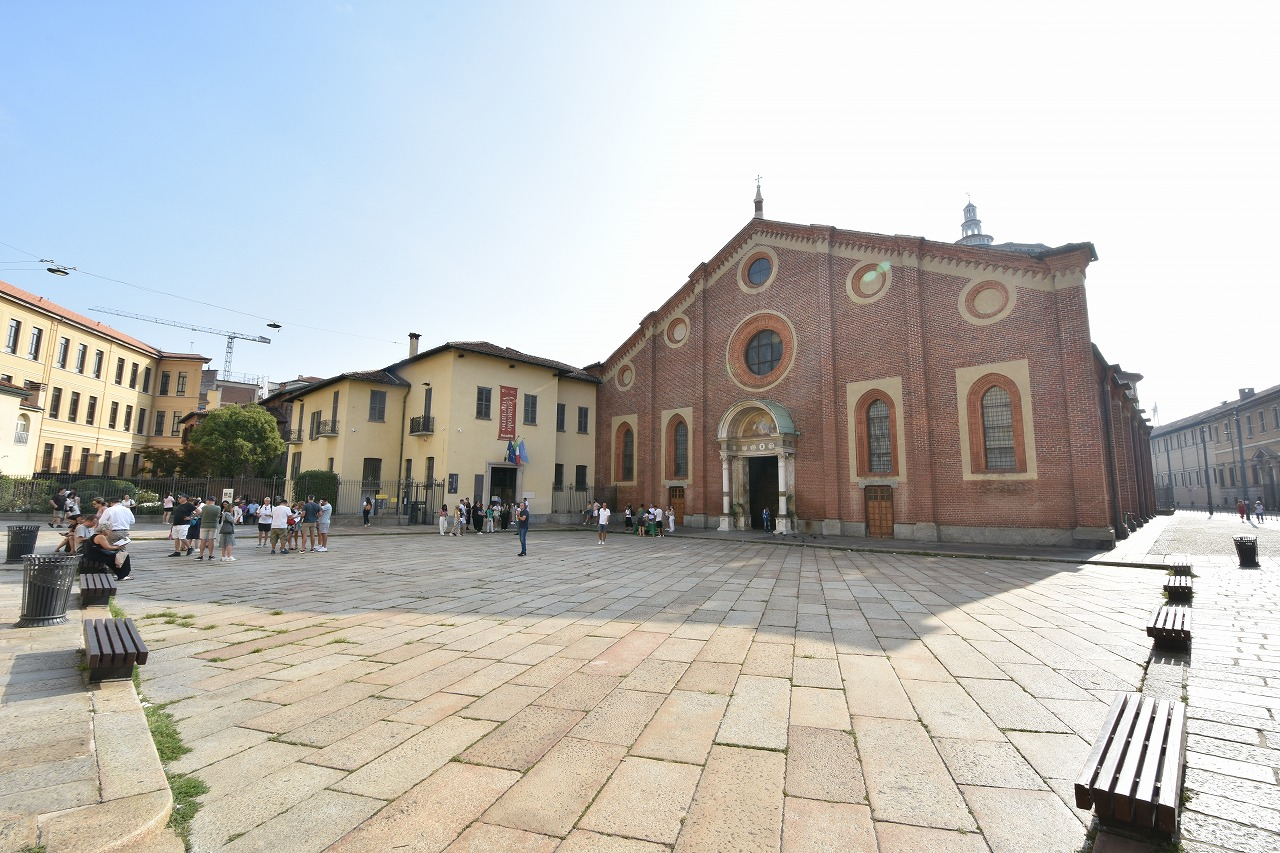
サンタ・マリア・デッレ・グラツィエ広場。『最後の晩餐』の受付場所は、教会の左脇の白い建物。

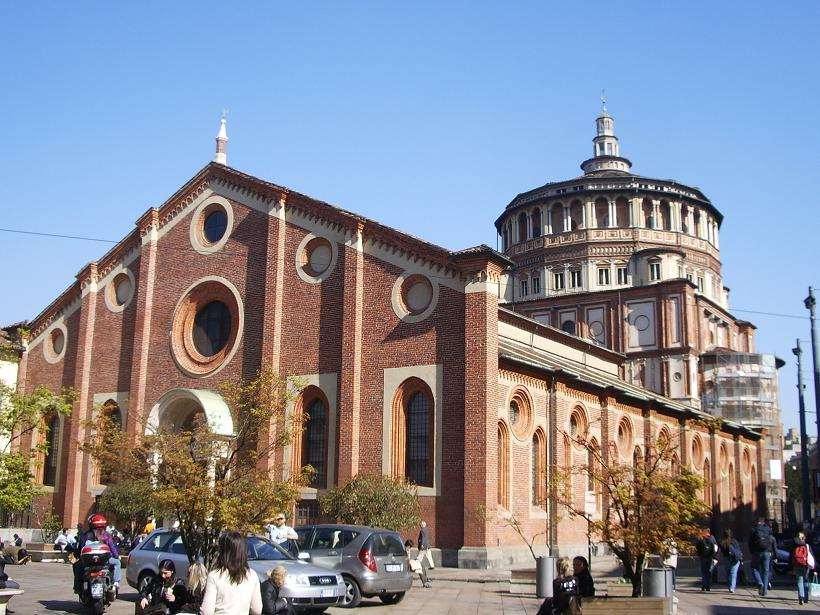
正面

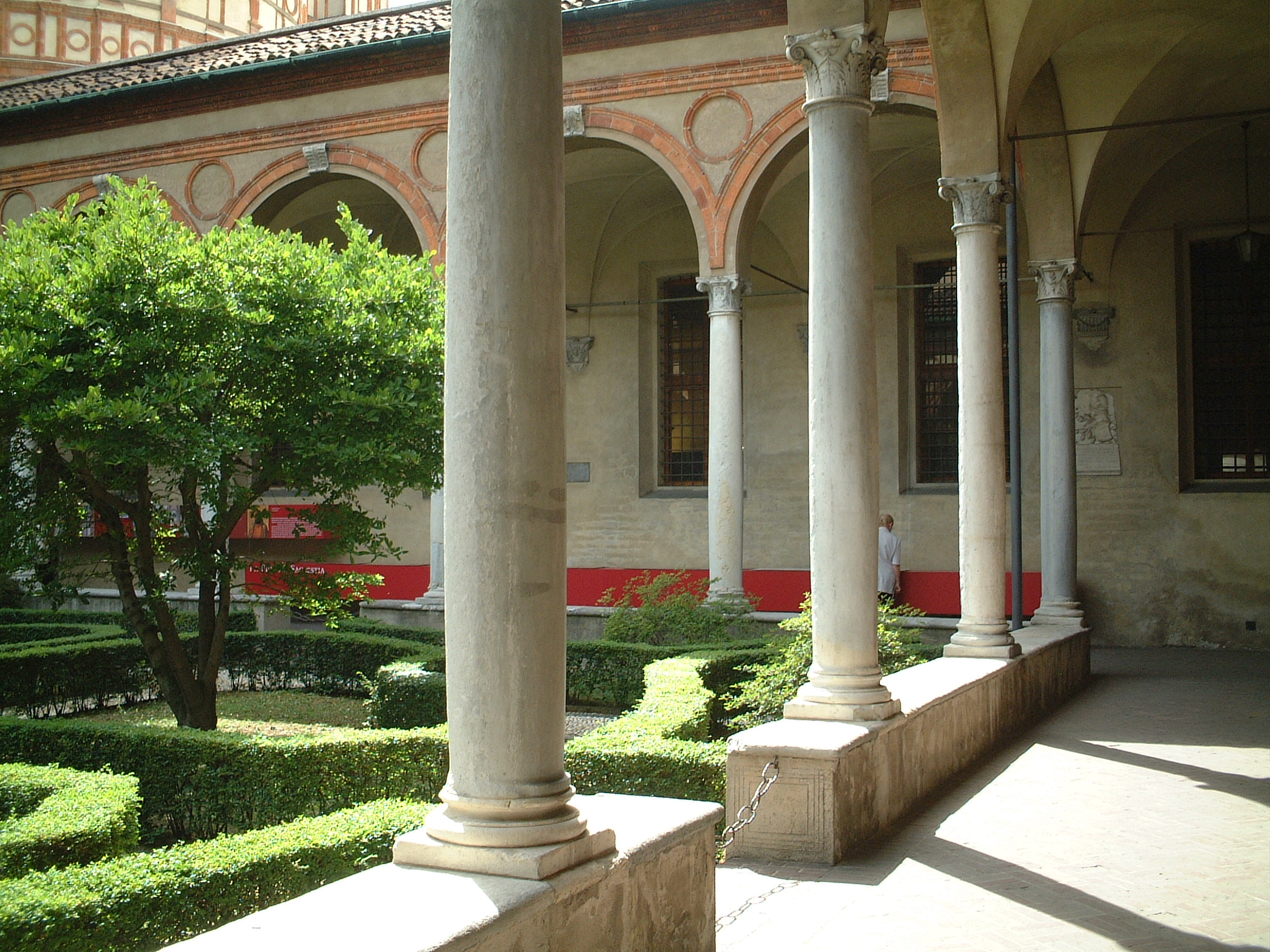
中庭

サンタ・マリア・デッレ・グラツィエ教会（イタリア語: Chiesa di Santa Maria delle Grazie）は、イタリア・ミラノにあるカトリック教会の聖堂である。レオナルド・ダ・ヴィンチの最後の晩餐は、敷地内の修道院にある食堂の壁画であり、ユネスコの世界遺産（レオナルド・ダ・ヴィンチの『最後の晩餐』があるサンタ・マリア・デッレ・グラツィエ教会とドメニコ会修道院）に登録されている。

## 歴史
1296年、アルノルフォ・デ・カンピオの設計により大聖堂を取り壊して着工し、ジョット、フランチェスコ・タランティらが造営主任をつとめる。以降、ミラノ公フランチェスコ・スフォルツァがドミニコ修道院と教会の建設を指示し、建築家ソラーリによって長い年月をかけ1469年に完成した。教会のアプスは1492年以降、ドナト・ブラマンテにより改築されたものとされる（明白な証拠はない、という指摘もある）。当時ブラマンテはミラノに居住しており、教会の歴史書のなかにも一度登場している。
レオナルドと8歳年上のブラマンテは同時期にミラノに滞在していた。レオナルドの手記にも理想の教会堂のスケッチが残されており、両者の交流があったことが考えられる。
教会は第二次世界大戦中の1943年8月13日から16日行われた連合軍の空襲を受け、大きな被害を受けた。『最後の晩餐』が収められていた食堂の壁には、保護のため土嚢が積み上げてあったため、かろうじて被害を免れた。

## 建築様式
支配者スフォルツァ家の命によりグィニフォルテ・ソラーリによって1469年に完成されたゴシック様式の教会である。しかし新公爵によってスフォルツァ家の霊廟として改築することが決定し、それを任されたのがドナト・ブラマンテ(Donato Bramante)である。彼は東端を増築し、長くて水平軸性のあるバシリカ形式の身廊と円形や多角形平面を構成するために必然的に垂直軸性となるドーム形式東端増築部の結合により空間衝突をドームのかかった集中式平面として演出した。主祭壇の置かれる内陣のさらに奥の後陣で長軸の推進力は終了してしまうが、後陣天井において空間を覆うために発達した曲面構造体であるヴォールトは傘型を成しており、この教会がゴシック様式であったことを想起させるものだ。この教会の外観と内観は全く違っており、内観には全く地縁的特色が見られないのに対し、外観はロンバルディア地方の慣例に従った郷土色の強いものとなっている。このためブラマンテがこの建築にどこまで関わったのかが疑問視されており、外観の建築はジョヴァンニ・アントニオ・アマデオによるものではないかという意見もある。

## 見学
見学には事前の予約が必要である。また閲覧時間は15分と限られている。